# William Parks
William Parks est un skipper américain né le 11 décembre 1921 à Oak Park et mort le 9 décembre 2008.

## Carrière
William Parks obtient une médaille de bronze olympique de voile en classe Star aux Jeux olympiques d'été de 1960 de Rome.